# 正比计数器
正比计数器是一种用气体作工作介质，输出信号的脉冲幅度与入射辐射的能量成正比的探测器，可以对单个粒子进行计数，其能量分辨率和线性响应较好，探测效率高、寿命长，广泛应用于粒子物理学、X射线天文学等领域。
正比计数器通常采用圆筒形的结构，中间是一根细丝，与电源正极相连，圆筒外壳与负极相连，中间形成一个非均匀电场，并且充有气体，通常是惰性气体和少量负电性气体的混合物。它的工作原理与盖革计数器相似，粒子入射后与筒内气体的原子发生碰撞，使其电离。在电场作用下，电子向中心阳极丝运动，正离子则以比电子慢得多的速度向阴极筒壁运动。电子在运动过程中受到电场的加速，促使更多的原子电离，这些原子电离产生的次级电子又会加速导致更多的次级电离。电子越接近阳极，电场越强，电离的可能性越大，这种电离不断增值的过程叫做电子雪崩过程。最终能够在阳极丝得到较大的脉冲幅度。
1-50keV的X射线经常用正比计数器进行探测。要求是具有较薄的入射窗口，以获得较低的低能端探测下限，较大的观测面积，以及良好的气密性。常用的是铍窗正比计数器。当代X射线探测器多采用正比计数器阵列和装有多根阳极丝和阴极丝的多丝正比室，以获得更大的有效观测面积。
正比计数器广泛应用于X射线空间天文观测。1970年发射的世界上第一颗X射线天文卫星乌呼鲁卫星搭载了两个铍窗正比计数器，每个探测器的密度为840平方厘米，探测能段为2-10keV，用机械准直的方法分别构成0.5°×0.5°、5°×5°的视场，反向放置，利用卫星周期为10分钟的自转对天空进行扫描，确定X射线源的位置和强度。乌呼鲁卫星在工作期间总共发现了339个X射线源。